# Encyclops caerulea
Encyclops caerulea  (лат.) — вид жуков-усачей из подсемейства усачиков. Распространён в восточных Канаде и США. Обитают в лесах гор Аппалачи с крепкоствольными деревьями. Взрослые жуки посещают цветки кизила.